# Ripesjön
Ripesjön är en sjö i Markaryds kommun i Småland och ingår i Lagans huvudavrinningsområde.